# Dänische Badmintonmeisterschaft 2012
Die Dänische Badmintonmeisterschaft 2012 fand vom 2. bis zum 5. Februar 2012 in Frederiksberg statt.

## Sieger und Platzierte
| Disziplin    | Gold                                   | Silber                              | Bronze                                |
| ------------ | -------------------------------------- | ----------------------------------- | ------------------------------------- |
| Herreneinzel | Jan Ø. Jørgensen                       | Viktor Axelsen                      | Kasper Ipsen                          |
| Herreneinzel | Jan Ø. Jørgensen                       | Viktor Axelsen                      | Hans-Kristian Vittinghus              |
| Dameneinzel  | Tine Baun                              | Sandra-Maria Jensen                 | Line Kjærsfeldt                       |
| Dameneinzel  | Tine Baun                              | Sandra-Maria Jensen                 | Anne Marie Pedersen                   |
| Herrendoppel | Mads Conrad-Petersen Jonas Rasmussen   | Mathias Boe Carsten Mogensen        | Rasmus Bonde Anders Kristiansen       |
| Herrendoppel | Mads Conrad-Petersen Jonas Rasmussen   | Mathias Boe Carsten Mogensen        | Anders Skaarup Rasmussen Kim Astrup   |
| Damendoppel  | Line Damkjær Kruse Marie Røpke         | Sandra-Maria Jensen Line Kjærsfeldt | Amanda Madsen Caroline Ploug Nielsen  |
| Damendoppel  | Line Damkjær Kruse Marie Røpke         | Sandra-Maria Jensen Line Kjærsfeldt | Maria Helsbøl Helle Nielsen           |
| Mixed        | Anders Skaarup Rasmussen Sara Thygesen | Mikkel Delbo Larsen Lena Grebak     | Anders Kristiansen Line Damkjær Kruse |
| Mixed        | Anders Skaarup Rasmussen Sara Thygesen | Mikkel Delbo Larsen Lena Grebak     | Mikkel Elbjørn Julie Houmann          |